# ブリット・モーガン (ポルノ女優)
ブリット・モーガン（Britt Morgan、1963年8月12日 - ）は、アメリカ合衆国のポルノ女優。テキサス州タイラー出身。

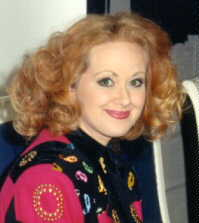
ブリット・モーガン

## 出演作品
- 巨乳バスター/110cmの絶頂
- エロティック・ファンタジー/シンデレラ
- アニマル・レッスン/吸いつくし
- オルガ・パーティー/悶絶恥帯
- トリー・ウェルズ/ブルー・アクトレス